# Ignaz Rojacher

Ignaz Rojacher

Ignaz Rojacher (* 3. April 1844 im Gaißbachtal bei Rauris; † 4. Jänner 1891) war Bergwerksbesitzer und Erbauer des Sonnblickobservatoriums auf dem Hohen Sonnblick im Raurisertal in den Hohen Tauern.

## Leben
Ignaz Rojacher vulgo „Kolm Naz“ stammte aus einer Bergmannsfamilie und wurde als Sohn des Bergzimmermannes Ignaz (geboren 1. Februar 1788 in Rauris, verstorben 26. Oktober 1859 ebenda) sowie der Mutter Anna Rojacher (geborene Brindlinger, geboren 13. Mai 1814, verstorben 27. Januar 1896) im Gaißbachtal geboren.
Ignaz Rojacher musste aufgrund von Geldnöten seiner Eltern bereits im Jahre 1856 im Alter von 12,5 Jahren als Truhenläufer im Stollen beim Goldbergbau arbeiten. Nach einem Jahr musste er aufgrund seiner Körperbeschaffenheit den Bergbau wieder verlassen. Von 1857 bis 1861 erlernte er das Tischler- und Zimmererhandwerk.
Sein Vater Ignaz Rojacher senior verunglückte am 26. Oktober 1859 bei der Bergbauarbeit. Da die Armut groß war, begann Ignaz nach der Lehre wieder im Bergbau zu arbeiten. Er übernahm im Jahr 1863 mit 19 Jahren die Leitung der Werktischlerei beim Goldbergbau. Er war für die Instandhaltung der Seilbahn, das Auszimmern neu vorgetriebener Stollen und das Instandhalten des bestehenden Stollenzimmerwerks sowie verschiedene andere Arbeiten verantwortlich.
1870 wurde er zum Waschhutmann im Goldbergwerk in Kolm-Saigurn befördert, wo er als Aufseher der Erzaufbereitung tätig war. Im Jahre 1872 wurde er für vier Wochen auf die Bergakademie in Příbram (Böhmen) geschickt, um seine Bergbaukenntnisse zu vertiefen. 1876 wurde er Pächter der Bergbauanlagen in Kolm-Saigurn. Mit 25 bis 30 Mann wurden 1876/77 aus 472 Tonnen Erz 15,378 Kilogramm Gold sowie 38,175 kg Silber gewonnen.
Im Jahr 1880 kaufte Rojacher schließlich für 4.500 Gulden (ca. 330.000 Euro) den Goldbergbaubetrieb in Kolm-Saigurn. Er führte durch technische Verbesserungen den Goldbergbau noch einmal kurz zu einer bescheidenen Blüte. So errichtete er im Jahr 1880 die Rollbahn vom Radhaus zum Knappenhaus. Außerdem installierte er eine Telefonverbindung von Kolm-Saigurn zum Knappenhaus. Rojacher war einer der ersten Betreiber einer elektrischen Lichtanlage im Salzburger Land. Am 1. Mai 1883 leuchtete in Kolm Saigurn im Werkaus auf 1.600 m ü. A. das erste elektrische Licht im Herzogtum Salzburg. Es war eine dynamo-elektrische Maschine zur Erzeugung von Strom des Mechanikers Franz Kröttlinger, Wien VII, Halbgasse 3 – die „Kröttlinger'sche Dynamomaschine“. Die Lichtanlage für 15-Watt-Glühlampen wurden mit Wasserkraft betrieben. Ratschläge hierzu erhielt Rojacher von Mechaniker Michael Gruber von Lend.
1885 folgte gemeinsam mit seinem Freund und Gönner Wilhelm Ritter von Arlt eine Studienreise nach Falun (Schweden), wo er eine neue Extraktionsmethode kennenlernte. Im Zuge dieser Reise stießen Arlt und Rojacher außerdem das erste Mal auf Skier, die sie mit zurück nach Rauris brachten, wo Arlt als einer der Ersten Österreichische Skigeschichte schrieb.
1879 trafen sich in Rom (Italien) Meteorologen aus aller Welt, um die Frage nach der Beschaffenheit der Erdatmosphäre in höheren Luftschichten zu klären. Da Rojacher auch ein hervorragender Wetterbeobachter war und da der Wiener Meteorologe Julius Hann, Direktor der Centralanstalt für Meteorologie (heute ZAMG), von diesem fasziniert war, entstand die Idee, auf dem Gipfel des Hohen Sonnblicks eine Wetterstation zu erbauen. So errichtete Rojacher 1886 das Sonnblickobservatorium, eines der bedeutendsten Wetter-, Klima- und Umweltobservatorien in den Alpen. Es wurde auch von Beginn an eine Telefonverbindung vom Hohen Sonnblick zur Centralanstalt installiert. Für die Erbauung dieser hochalpinen Wetterstation wird er durch den Kaiser Franz Joseph I. mit dem Verdienstkreuz mit der Krone ausgezeichnet.
Im Jahr 1888 folgte der Erwerb der Postmeisterstelle Rauris, und so ermöglichte er eine tägliche Verbindung von Taxenbach nach Kolm-Saigurn. 1889 verkaufte Ignaz Rojacher den Bergbaubetrieb an eine belgische Spekulationsfirma, die den Abbau auch sofort einstellen musste.
In den Jahren 1886/87 existierte bereits eine Sektion Rauris des Alpenvereins unter der Leitung Rojachers. Ignaz Rojacher verstarb 1891 im Alter von nur 46 Jahren. Wilhelm Ritter von Arlt ließ im Jahre 1897 zu Ehren des Pioniers für den Deutschen und Österreichischen Alpenverein Sektion Rauris die Rojacher Hütte errichten.